# Henryk Merczyng
Henryk Merczyng pseudonim Edward Czyński (ur. 5 lutego 1860 w Zgierzu zm. 14 września 1916 w Petersburgu) – polski fizyk, profesor elektrotechniki i mechaniki w Petersburgu, historyk reformacji polskiej i demograf.

## Życie
Ukończył II gimnazjum w Warszawie i studia na Wydziale Fizyczno-Matematycznym Uniwersytetu Warszawskiego (1882). W czasie studiów otrzymał dwa medale: pierwszy od Wydziału Historycznego za rozprawę o cesarzu Tyberiuszu, drugi za rozprawę o metodach wyznaczania długości fal świetlnych (1884). Studia kontynuował w Petersburgu, gdzie ukończył Instytut  Inżynierów Komunikacji (1885).
Po studiach pracował w latach 1885-1887 na Kolei Nadwiślańskiej – jako urzędnik na stacji Puławy. Po powrocie do Petersburga w latach 1887-1916 pracował w swojej macierzystej uczelni najpierw jako nauczyciel nadetatowy, następnie od 1892 jako adiunkt, potem od 1896 profesor nadzwyczajny a od 1904 profesor zwyczajny elektrotechniki. W Instytucie prowadził zajęcia z hydrauliki, a od 1890  elektrotechniki i telegrafii. Był w 1901 twórcą laboratorium elektrotechnicznego uczelni. Przez pewien czas prowadził również wykłady obejmujące zagadnienia maszyn i urządzel1 elektrycznych, przesyłania energii elektrycznej na odległość, napędu elektrycznego statków i pojazdów szynowych (koleje, tramwaje) w Instytucie Elektrotechnicznym w Petersburgu. Prowadził wszechstronne studia i prace fizyczne  szczególnie z zakresu optyki i fal świetlnych. Pod jego kierunkiem wykonano pierwsze prace dyplomowe z zakresu trakcji elektrycznej kolejowej, tramwajowej i rzecznej oraz elektryfikacji zakładów naprawczych taboru kolejowego. Był tajnym radcą i członkiem rady inżynierskiej rosyjskiego Ministerstwa Komunikacji. Jako taki zainicjował projekty elektryfikacji kolei w Rosji, początkowo węzła petersburskiego i kolei zakaukaskich (1911), a następnie węzła moskiewskiego (1912). Zajmował się również hydrauliką, a zwłaszcza zagadnieniami teoretycznymi przepływu cieczy w rurociągach, co było związane z budowanym wówczas naftociągiem Baku-Batumi. Wiele podróżował w celach naukowych po Europie, Ameryce i Afryce, uczestnicząc w międzynarodowych kongresach naukowych, a także dwukrotnie w fizycznych obserwacjach całkowitych zaćmień Słońca (1887 w Wilnie i 1905 w Wilnie). Ogłosił wiele książek i artykułów dotyczących dziedzin którymi się zajmował w czasopismach, w języku polskim, rosyjskim, francuskim i niemieckim.
Poza działalnością pedagogiczną i naukową w zakresie elektrotechniki i mechaniki zajmował się także historią polskiego ruchu reformacyjnego oraz zagadnieniami demografii i geografii historycznej. Poświęcał na te studia każdą wolną chwilę a przede wszystkim urlopy. Prowadził rozległe kwerendy w bibliotekach i archiwach zarówno w Imperium Rosyjskim jak i na terenie monarchii habsburskiej w Galicji i Siedmiogrodzie. Pisał o przeszłości protestanckiego Wilna oraz o różnowierczych tradycjach takich rodów, jak Radziwiłłowie, Rejowie czy Drohojowscy. Był także jednym z pionierów badań nad dziejami polskiego antytrynitaryzmu, zarówno od strony historycznej  jak i dogmatycznej. Swoje artykuły ogłaszał głównie na łamach "Zwiastuna Ewangelicznego" i "Przeglądu Historycznego". W swych publikacjach ukazywał prześladowanie różnowierców i dawał wielokrotnie wyraz swemu przywiązaniu do protestantyzmu i niechęci do kontrreformacji. Jego prace na temat ruchu reformacyjnego, dość chaotyczne konstrukcyjnie, zachowują jednak do dziś dnia wartość głównie dzięki sporej liczbie wykorzystanych przekazów źródłowych, obecnie po większej części niedostępnych lub zaginionych. Zajmował się także dziejami oświaty w Polsce. Jego wielką zasługą było podjęcie z jego inicjatywy w 1908 przez synod ewangelicko-reformowany w Wilnie edycji podstawowych dokumentów do dziejów polskiej reformacji – "Monumenta Reformationis Polonicae et Lithuanicae". Wydawnictwo to zajęło się głównie publikacją akt synodalnych. Niestety z zaplanowanych 12 serii z powodu wybuchu pierwszej wojny światowej wydano tylko 4 zeszyty I serii – opracowane właśnie przez Merynga. Zajmował się także współczesną mu demografią. Uczestniczył aktywnie w życiu polskiej Polonii w Petersburgu. Razem z Władysławem Natansonem założył w 1883 roku kółko przyrodnicze, które po 1905 roku przekształciło się w Związek Polskich Lekarzy i przyrodników. W latach 1914–1916 był jego wiceprezesem oraz przewodniczącym wydziału przyrodniczego. Podczas I wojny światowej członek kierownictwa Wyższych Kursów Polskich w Piotrogrodzie. Pod koniec życia politycznie sympatyzował z Narodową Demokracją. Był także członkiem Towarzystwa Naukowego Warszawskiego i Towarzystwa Kursów Naukowych. Przez całe życie był aktywnym członkiem Jednoty Kościoła ewangelicko-reformowanego w Wilnie, którą wspierał finansowo. Zajmował się także alpinizmem i dokonał wielu wejść na szczyty górskie. Zmarł na atak serca, pochowany został na cmentarzu w Petersburgu.
Pozostawił testament wg którego wynoszący ok. 110 000 rubli w papierach wartościowych podzielił na dwie części, pierwszą zapisał rodzinie, drugą przeznaczył na cele publiczne, m.in. na rzecz Muzeum w Raperswilu i Jednocie ewangelicko-reformowanej w Wilnie (z przeznaczeniem na stypendia i wydawnictwa do dziejów reformacji). Jednocześnie wykluczył z możliwości korzystania z tych legatów wyłączył wszystkich krewnych profesorów uniwersytetu krakowskiego i lwowskiego oraz tamtejszej politechniki,  co jego przyjaciel Jerzy Kurnatowski tłumaczył niechęcią do oficjalnej habsbursko-katolickiej historiografii. Swą bogatą bibliotekę częściowo Politechnice Warszawskiej, a częściowo — Muzeum Polskiemu w Rapperswillu wraz z bogatym zbiór znaczków pocztowych. Jednak po rewolucji lutowej jego zbiory uległy rozproszeniu a papiery utraciły swą wartość.

## Prace Henryka Merczynga

### Prace z zakresu fizyki i elektrotechniki
- Przyczynek do teorii uginania się (dyffrakcji) światła w siatkach zwierciadlanych. Minimum odchylenia ugiętych promieni, „Rocznik Zbiorowy Prac Naukowych na rok 1881". Warszawa 1882 s. 119-128 [i odb. Warszawa 1882].
- O własnościach ogniskowych siatek dyfrakcyjnych, „Rozprawy i Sprawozdania z posiedzeń Wydziału Matematyczno-przyrodniczego Akademii Umiejętności". T. 9 (1882) s. 275—286, 1 tab. [i odb. Kraków 1882],
- Sur les anomalies focales des réseaux, „Comptes rendus des séances de l'Academie des Sciences". Paris 1883 s. 128-131.
- О методах определения длины световых волн, Варшава, 1884,
- Uber Fresnel's Wellenlängenmessungen, „Annalen der Physik" 1884, nr 22 [i odb. Leipzig 1884].
- Motory gazowe. Zarys ustroju kilku typów (w szczególności maszyny systemu Otto) oraz teoryj ich działania. Szkic z zakresu fizyki przemysłowej, Warszawa 1886
- Krótki rys rozwoju astronomii, Warszawa 1886
- Teoria elektromagnetyczna światła James'a Clerk'a Maxwell'a. „Kosmos" R. 11 (1886) s. 177-193.
- Краткий обзор физических явлений на основании законов сохранения количества материи и энергии, Санкт-Петербург 1887,
- [ wraz z Ф.Ю. Максименко] Курс гидравлики, водопады и конечно же водопады. Петербург 1888
- Naukowe rezultaty zaćmienia Słońca, „Kurier Warszawski" 1888 nr 1
- Электротехника в применении к инженерному делу, Санкт-Петербург 1888
- Zasady elektrotechniki, Warszawa 1889
- O motorach drobnych, Warszawa 1889
- О движении жидкостей: воды, керосина и нефти в трубах, Санкт-Петербург 1890, 1892 и 1903,
- Bewegung von Flüssigkeit H2O und Petroleum in weiten Röhren, „Annalen der Physik" 1890 nr 39
- Katastrofa niebieska, „Kurier Warszawski" 1892 nr 58
- Kurs elektrotechniki, Warszawa 1895
- Канатная передача и канатные железные дороги Санкт-Петербург 1896,
- Механическая и электрическая тяга судов на искусственных водяных путях (каналах), Санкт-Петербург 1896,
- Мировой эфир по гипотезам механики, Санкт-Петербург 1895,
- Курс электротехники, читаемый в институте инженеров путей сообщения, Санкт-Петербург 1898,
- Материя по гипотезам гидродинамики, Санкт-Петербург 1899,
- Dumania przyrodnika, Petersburg 1899
- Курс гидравлики, читаемый в институте инженеров путей сообщения, (часть 1-ая), Санкт-Петербург 1900,
- Teoria prądu elektrycznego Warszawa 1905,
- Teoria prądu elektrycznego. Zarys zasadniczych praw ustalonego i nieustalonego prądu elektrycznego i towarzyszących mu zakłóceń magnetycznych. Podstawy elektromagnetycznej teorii światła, Warszawa 1905
- Очерк основных законов установившегося и неустановившегося электрического тока и сопутствующих ему магнитных возмущений. Начала электромагнитной теории света, Санкт-Петербург 1905,
- Bieg płynów w rurociągach przy znacznym przecięciu żyły i znacznej chyżości, „Sprawozdania z Czynności i Posiedzeń Akademii Umiejętności w Krakowie" T. 12 (1907) nr 4 s. 32-33
- Sur le mouvement des liquides à grande vitesse par des conduites très larges, „Comptes rendus des séances de l'Academie des Sciences". Paris 1907 s. 77-80.
- Sur le mouvement des liquides à grande vitesse par des conduites très larges, „Bulletin International de l'Académie des sciences de Cracovie. Classe des sciences Mathématiques et Naturelles" 1907 nr 5 s. 431-440.
- Об электрических железных дорогах, Санкт-Петербург 1908,
- Etudes sur les ondes électromagnétiques très courtes. Réflexion et disperion anomale des liquides, „Comptes rendus des séances de l'Academie des Sciences". Paris 1909 s. 77-83
- Studia nad widmem elektrycznym w zakresie fal bardzo krótkich. „Sprawozdania z Czynności i Posiedzeń Akademii Umiejętności w Krakowie" T. 15 (1910) nr 4 s. 13
- Studien über das elektrische Spektrum im Gebiete sehr kurzer Wellen, „Anzeiger der Akademie der Wissenschaften in Krakau. Matematisch-Naturwissenschaftliche Klasse. Reihe A: Mathematische Wissenschaften" 1910 nr 4 A s. 101-115
- Elektrische Dispersion von Wasser und Äthylalkohol für sehr kurze Wellen, „Anzeiger der Akademie der Wissenschaften in Krakau. Matematisch-Naturwissenschaftliche Klasse. Reihe A: Mathematische Wissenschaften"  1911 nr 2 A s. 123-128; nr 3 A s. 129-133.
- Zarys obecnych granic poznania Natury w przestrzeni i czasie. Rzecz odczytana na zgromadzeniu dorocznym Związku Polskiego Lekarzy i Przyrodników w Petersburgu, „Wszechświat" T. 30 (1911) nr 11 s. 161-165; nr 12 s. 181-183 [i odb. Warszawa 1911].
- O zasadzie względności w pojęciu fizycznym czasu i przestrzeni. Hipotezy Lorentza i Einsteina. Szkic z fizyki teoretycznej. Rzecz wygłoszona na połączonym posiedzeniu sekcji nauk ścisłych i filozoficznych XI Zjazdu Przyrodników i Lekarzy Polskich w Krakowie, „Wszechświat" T. 30 (1911) nr 42 s. 657-659; nr 43 s. 678-683; nr 44 s. 690-693 [i odb. Warszawa 1912].
- Uber die Brechung elektrischer Strahlen von sehr kurzer Wellenlänge in flüssiger Luft, „Annalen der Physik" T. 37 (1912) s. 157-160 [i odb. Leipzig 1912]

### Prace z historii i demografii
- Fundusz Lerneta. Fragment z dziejów szkolnictwa, „Rocznik Zbiorowy Prac Naukowych na rok 1879". Warszawa 1879 s. 71—92 [i odb. Warszawa 1879].
- Kołłątaja i Czackiego „Projekt urządzenia Gimnazyum Wołyńskiego i wszystkich innych szkół w guberni Wołyńskiej". Przyczynek do dziejów szkolnictwa. „Rocznik Zbiorowy Prac Naukowych na rok 1880". Warszawa 1881 s. 132—154 [i odb. Warszawa 1881].
- Император Тиберии. Историческое исследование, удостоенное золотых медалей Императорского Варшавского университета. Варшава 1881
- Tyberiusz na Capri. Szkic dziejowy. „Dodatek Miesięczny do czasopisma Przegląd Tygodniowy życia społecznego, literatury i sztuk pięknych" 1882, I, nr 2 s. 175—190.
- Polska ludność w państwie Niemieckim i jej udział w wyborach do niemieckiego parlamentu. „Ekonomista" 1881 nr 50,
- Stowarzyszenie Kopernikańskie w Toruniu i jego wydawnictwa, „Ateneum" 1884, I s. 345-350.
- [ps. Edward Czyński] Etnograficzno-statystyczny zarys liczebności rozsiedlenia ludności polskiej, Warszawa 1887, 1909
- Mikołaj Kopernik, Życie i działalność naukowa, Warszawa 1888,
- Czterokrotne zburzenie zboru wileńskiego (1591, 1611, 1639, 1682). „Zwiastun Ewangeliczny" R. 4 (1901) nr 11 s. 327-334 [przedruk w: Władysław Gizbert Studnicki: Zarys historyczny wileńskiego Kościoła ewangelicko-reformowanego i jego biblioteki, Wilno 1932 s. 21-31].
- Kilka szczegółów o dawnym polskim kościele augsburskim w Rzeczypospolitej. „Zwiastun Ewangeliczny" R. 4 (1901) nr 1 s. 10-12; nr 2 s. 41-46 [i odb. Warszawa 1901].
- O najdawniejszych losach niektórych istniejących jeszcze zborów ewangelicko-reformowanych i ewangelicko-augsburskich w Królestwie Polskim (Węgrów, Sereje, Piaski, Sielce, Warszawa), „Zwiastun Ewangeliczny" R. 5 (1902) nr 11 s. 326-330.
- Zbory i senatorowie protestanccy w dawnej Polsce, z mapą – aneks do II tomu  Waleriana Krasickiego Zarys dziejów i upadku reformacji w Polsce, Warszawa 1904
- Rejowie z Nagłowic jako członkowie polskiego koScioła ewangelickiego (z tablicą genealogiczną), w: Z wieku Mikołaja Reja. Księga jubileuszowa 1505-1905, Warszawa 1905 s. 49-58 [i odb. Warszawa 1905].
- Pięć pokoleń ewangelickich z rodu z Drohojowa Drohojowskich, „Przegląd Historyczny" T. 2 (1906) s. 271-276
- Arianie polscy i Dymitr Samozwaniec, "Przegląd Historyczny" T. 4: 1907,
- Ostateczny koniec arian polskich, "Przegląd Historyczny" T. 7: 1908,
- Podręcznik matematyczny szkół polskich za Zygmunta III, "Rozprawy Wydziału Matematyczno-Przyrodniczego Akademii Umiejętności" Kraków 1908
- Polscy deiści i wolnomyśliciele za Jagiellonów, "Przegląd Historyczny" T. 12: 1911,
- Mikołaj Krzysztof Radziwiłł Sierotka i jego przyjęcie katolicyzmu w r. 1567. Przyczynek do dziejów reformacji w Polsce, „Przegląd Historyczny" T. 12 (1911) s. 6-24.
- [Przedmowa i opracowanie] Monumenta Reformationis Polonicae et Lithuanicae. Zbiór Pomników Reformacji kościoła polskiego i litewskiego. Seria I. Zeszyt 1. Zabytki z wieku XVI. Wilno 1911 [wyd. 2, Wilno 1925].
- Wilno ewangelickie, Wilno 1911,
- Mapa etnograficzno-statystyczna rozsiedlenia ludności polskiej na terytorium dawnej Rzeczypospolitej i krajów ościennych. Opracował Edward Czyński [pseud.] i T. Tillinger. W: S. Orgelbranda Encyklopedia Powszechna. T. 18, Warszawa 1912, po s. 412.
- Szymon Budny jako krytyk tekstów biblijnych, Kraków 1913.
- Mapa Litwy z r. 1613 ks. Radziwiłła Sierotki, pod względem matematycznym i kartograficznym, "Sprawozdanie Towarzystwa Naukowego Warszawskiego", Wydz. III 1913).
- [Przedmowa i opracowanie] Monumenta Reformationis Polonicae et Lithuanicae. Zbiór Pomników Reformacji kościoła polskiego i litewskiego, Seria IV. Zeszyt 1. Spis synodów i sesji prowincjonalnych Jednoty Litewskiej 1611-1913. Wilno 1913.
- [Przedmowa i opracowanie]  Monumenta Reformationis Polonicae et Lithuanicae. Zbiór Pomników Reformacji kościoła polskiego i litewskiego,. Seria X. Zeszyt 1 Akta, tho iest sprawy Zboru Krześciańskiego Wileńskiego, które sie poczęli R. P. 1557. Miesiąca Decembra Dnia 14. Wilno 1913.
- Domniemanie pierwsza w Polsce książka spalona przez kata, "Przegląd Historyczny" T. 16: 1913;
- Druga w Polsce egzekucja literacka, "Przegląd Historyczny" T. 17; 1913.
- Polacy — działacze naukowi w Piotrogrodzie. Profesorowie Polacy w wyższych zakładach naukowych w Piotrogrodzie. w: Polski Kalendarz Piotrogrodzki na rok przestępny 1916. Cz. II s. 87-89.

## Życie prywatne
Pochodził z rodziny ewangelicko-reformowanej, syn architekta i budowniczego Jana Karola Mertschinga ((1818-1872) i Matyldy z domu Schlabic. Rodziny nie założył.